# Les Ponts-de-Cé
Les Ponts-de-Cé település Franciaországban, Maine-et-Loire megyében. Lakosainak száma 12 863 fő (2022. január 1.). Les Ponts-de-Cé Angers, Mûrs-Erigné, Sainte-Gemmes-sur-Loire, Saint-Melaine-sur-Aubance, Trélazé, Les Garennes sur Loire és Loire-Authion községekkel határos.

## Népesség
A település népességének változása:
| Lakosok száma | 7175 | 10 739 | 11 032 | 11 440 | 12 112 | 12 488 | 12 679 | 12 819 | 12 589 | 12 863 |
|               | 1968 | 1982   | 1990   | 2006   | 2013   | 2015   | 2017   | 2019   | 2020   | 2022   |